# 郑州市第十九中学
郑州市第十九中学（简称十九中、郑州十九中，英文名NO.19 Middle School Of Zhengzhou）是位于郑州市中原区的一所全日制完全中学，创建于1956年，初名为“郑州市第一完中”，是郑州市重点完全中学、河南省示范性高中、国家级绿色学校、省级文明学校、省级文明单位，全国首届中小学校园文化建设百佳创新学校，中华人民共和国60年―中国教育巡礼展示单位，被中国教育学会授予“全国学校文化建设金奖”。学校靠近市委、市政府、裕达国贸。